# Criquebeuf-la-Campagne
Criquebeuf-la-Campagne ist eine französische Gemeinde mit 351 Einwohnern (Stand: 1. Januar 2022) im Département Eure in der Region Normandie (vor 2016 Haute-Normandie). Die Gemeinde gehört zum Arrondissement Bernay (bis 2017: Arrondissement Évreux) und zum Kanton Le Neubourg. Die Einwohner werden Criquebeuvais genannt.

## Geografie
Criquebeuf-la-Campagne liegt in Nordfrankreich etwa 28 Kilometer nordnordwestlich von Évreux. Umgeben wird Criquebeuf-la-Campagne von den Nachbargemeinden La Harengère im Norden, Mandeville im Nordosten, Daubeuf-la-Campagne im Osten, Ecquetot im Süden, Cesseville im Süden und Südwesten sowie Crestot im Westen.

## Bevölkerungsentwicklung
| Jahr                      | 1793 | 1851 | 1886 | 1921 | 1962 | 1968 | 1975 | 1982 | 1990 | 1999 | 2006 | 2013 |
| Einwohner                 | 455  | 348  | 324  | 217  | 226  | 191  | 200  | 193  | 201  | 192  | 207  | 276  |
| Quelle: Cassini und INSEE |      |      |      |      |      |      |      |      |      |      |      |      |